# Steve Schets
Steve Schets (Ninove, 20 de abril de 1984) é um desportista belga que competiu no ciclismo na modalidade de pista, especialista na prova de madison; ainda que também disputa carreiras de rota.
Ganhou uma medalha de bronze no Campeonato Mundial de Ciclismo em Pista de 2010, na prova de madison.

## Medalheiro internacional
| Campeonato Mundial | Campeonato Mundial    | Campeonato Mundial | Campeonato Mundial |
| Ano                | Lugar                 | Medalha            | Competição         |
| ------------------ | --------------------- | ------------------ | ------------------ |
| 2010               | Ballerup ( Dinamarca) | Medalha de bronze  | Madison            |

## Palmarés
- 2005
  - 1 etapa do Tour de Berlin

- 2006
  - 1 etapa do Tour de Berlin

- 2011
- Handzame Classic